# Peba striata
Peba striata is een vlinder uit de familie van de dikkopjes (Hesperiidae). De wetenschappelijke naam van de soort is voor het eerst geldig gepubliceerd in 1968 door Mielke. Deze naam wordt wel beschouwd als een synoniem van Peba verames (Schaus, 1902).